# Валеричардо Инфериоре (Катанцаро)
Валеричардо Инфериоре је насеље у Италији у округу Катанцаро, региону Калабрија.
Према процени из 2011. у насељу је живело 93 становника. Насеље се налази на надморској висини од 721 м.